# Helina obscurata
Helina obscurata is een vliegensoort uit de familie van de echte vliegen (Muscidae). De wetenschappelijke naam van de soort is voor het eerst geldig gepubliceerd in 1826 door Meigen.

## Kenmerken
Dit insect heeft een zwart, behaard lichaam met dunne poten en rookgrijze vleugels.

## Leefwijze
De larven leven in aarde en humus. Ze voeden zich daar met kleine dieren.

## Verspreiding
Deze soort is wijdverspreid op het noordelijk halfrond.